# 中南民族大学法学院
中南民族大学法学院，是中南民族大学的一个下属学院。成立于2001年，由原法律系发展而来。

## 现状
学院设置有法理与法史学、宪法与行政法学、刑法学、民法学、经济法学、国际法学、诉讼法学等7个教研部和法律诊所教育与法律援助中心。现有法学、政治学与行政学2个本科专业，拥有一级法学硕士点，有法学理论、宪法学与行政法学、经济法学、民商法学、刑法学、诉讼法学、法律硕士（法学）、法律硕士（非法学）九个硕士点专业。同时建有民族法制研究所、民族法治研究中心、哲学研究所、知识产权研究所等，侧重民族地区社会发展、法制建设和知识产权等理论和实践问题的研究。拥有能容纳300多人的模拟法庭。并与湖北省检察院，湖北省高级人民法院、湖北武汉市洪山区人民法院等司法机关建有教学实践基地。现有教职员工54人，专业教师45人，其中教授11人，副教授15人，具有博士学位的教师14人。全日制在校本科生与研究生共1541人。

## 历史沿革
中南民族大学法学院原称中南民族学院政法系，建于1956年。1989年，政法系改组为法律系。到2001年，法律系提升为院级。此后在2002年因学校的更名而改变为中南民族大学法学院，并延续至今。

## 文化传统
法霁之光：每年4月进行，持续一个月的院级活动，内容包括法制知识宣传，专家讲座与文艺演出等，毕业生晚会是该院在该校的一大亮点。
温暖民大：又称“温暖民大活动月”，每年11月开展，活动持续一个月。由法学院青年志愿者协会主办，以法学院各个班级为单位，面向全校师生，开展志愿服务活动。